# Loxothylacus panopaei
Espèce
Synonymes
- Sacculina panopaei Gissler, 1884[1]
- Sacculina panopei Gissler, 1884[1]

Loxothylacus panopaei est une espèce de crustacés cirripèdes de la famille des Sacculinidae. 
Elle est originaire du golfe du Mexique et de la mer des Caraïbes. C'est un parasite castrateur de petits crabes de vase de la famille des Panopeidae, présents principalement dans le golfe du Mexique, la mer des Caraïbes et l'océan Atlantique oriental.

## Taxinomie
L. panopaei a été décrit pour la première fois par le zoologiste américain Charles F. Gissler en 1884 ; il parasitait le crabe de vase Panopeus lacustris et a été recensé à Tampa, en Floride. La balane infecte un certain nombre d'espèces de crabe de vase et il est probable qu'il s'agisse d'un complexe d'espèces . D'autres études taxonomiques devraient clarifier la situation.

## Description
L'adulte parasite L. panopaei consiste en un externa, une masse de tissu mou entre le jaune et l'orange, attachée par une tige à l'abdomen d'un crabe hôte ; la tige se ramifie à l'intérieur en tubes, entourant l'intestin du crabe.

## Répartition
L. panopaei est originaire du golfe du Mexique, de la mer des Caraïbes, des côtes atlantiques du Cap Canaveral jusqu'à la Floride et celles du Venezuela. Il s'est répandu vers le nord, ayant été trouvé pour la première fois dans la baie de Chesapeake en 1964. Il est arrivé dans la baie parce que de nombreuses huîtres y avaient été infectées par Haplosporidium nelsoni et les stocks ont été reconstitués par l'importation d'huîtres orientales (Crassostrea virginica) du golfe du Mexique. Avec ces huîtres se trouvaient des crabes Eurypanopeus depressus qui avaient été parasités par L. panopaei, la balane a donc été introduite par inadvertance dans la baie de Chesapeake où elle a trouvé de nouvelles espèces de crabe à infecter.

## Écologie
La balane adulte ne ressemble en rien à une balane à forme conique, mais le développement larvaire est typique d'une balane, avec quatre phases nauplius et un stade cypris. La larve femelle cypris de L. panopaei a un stylet en forme de lance. Lorsqu'il se fixe sur un crabe hôte approprié, il perce la carapace et se développe en dessous sous la forme d'endoparasite pendant environ un mois. Il extrude ensuite un externa, ou oothèque, sous l'abdomen du crabe. Celle-ci est fécondée par une larve cypris mâle nageant librement. Lorsque les œufs dans l'oothèque ont mûri, le sac libère plusieurs milliers de larves de nauplius à intervalles.
Les crabes femelles s'occupent des œufs en les portant sous leur abdomen, en les gardant bien aérés et en les protégeant. L. panopaei manipule le comportement des du crabe sur lequel il s'installe (qu'il soit mâle ou femelle), de sorte que l'hôte traite le sac de la balane comme s'il contenait ses propres œufs. Dans le cas des crabes mâles, le parasite provoque l'élargissement de la plaque abdominale ventrale, ce qui la rend plus adaptée à la couvaison, et modifie le comportement du crabe afin qu'il s'occupe du sac, bien que ce ne soit pas un comportement normal pour un mâle . La reproduction est complètement supprimée que ce soit chez les crabes mâles ou femelles qui sont effectivement castrés . La balane semble être capable de prendre le contrôle du moment de la mue du crabe, extrudant son sac à couvain immédiatement après l'ecdysis, lorsque la coquille du crabe est encore molle.
Les crabes hôtes appropriés correspondent au crabe de vase à dos plat (Eurypanopeus depressus), au crabe de vase de Say (Dyspanopeus sayi), au crabe de vase à doigts (Panopeus lacustris), P. obessus, au crabe de vase sillonné (P. occidentalis), au crabe de vase à huîtres (P. simpsoni), au crabe de vase de Harris (Rhithropanopeus harrisii), Tetraplax quadridentata ainsi qu'au crabe de vase gonflé (Tetraxanthus rathbunae), tous trouvés dans l'océan Atlantique occidental, ainsi que le crabe à pattes noires (Lophopanopeus bellus) qui se trouve dans l'océan Pacifique oriental.